# Полтавське товариство «Просвіта»
Полтавське товариство «Просвіта» — громадська організація, заснована 1906. 

## Історія
У червні 1906 Полтавське губернське у справах про товариства і спілки присутствіє відмовило їй у реєстрації, рішення присутствія санкціонував Правительствуючий Сенат, який визнав у меті організації сепаратистські прагнення. У березні 1917 відбулись організаційні збори Полтавської «Просвіти». Засновниками товариства стали М. Непийвода, Г. Маркевич, Ф. П. Наконечний, В. Андрієвський, О. Товкач, Г. Коваленко. Діяльність товариства поширювалася на всю Полтавську губернію. У вересні 1917 лише в Полтавському повіті існувало 50 філій. У складі організації функціонували секції: просвітня, видавнича, лекційна, українізації церковного життя.
Заступник голови товариства М. Токаревський на Всеукраїнському національному конгресі 1917 від Полтавської губернії був обраний до Української Центральної Ради. В. Андрієвський 1917—18 був губернським комісаром народної освіти на Полтавщині, 1919 керував продовольчим департаментом державного секретаріату харчових справ ЗУНР.
Товариство зверталось із клопотанням до Полтавських губернських земських зборів про виділення асигнування на відкриття в місті української гімназії (2 травня 1917), яка невдовзі розпочала роботу. Члени Полтавської «Просвіти» брали активну участь у роботі Першого Всеукраїнського з'їзду «Просвіти» (20—23 вересня 1917) та 2-го Всеукр. з'їзду «Просвіти» (3—5 листопада 1918). На 1-му Всеукраїнському з'їзді «Просвіти» організацію представляв Г. Коваленко, на 2-му з'їзді Полтавську губернську спілку «Просвіти» репрезентував Д. Довженко. На 15 серпня 1918 на Полтавщині функціонувало 112 зареєстрованих осередків «Просвіти». Філії товариства об'єдналися в Полтавську губернську спілку «Просвіти».
Товариство виділяло кошти на утримання історико-філологічного факультету Українського університету в Полтаві, що був відкритий 1 вересня 1918. За військової диктатури генерал-лейтенанта А.Денікіна зусиллями Полтавської «Просвіти» знайдено приміщення для проведення занять на факультеті, надавалася фінансова підтримка.
У Лубнах, Хоролі, с. Мачухи (нині село Полтавського району Полтавської обл.) «Просвіта» брала участь у створенні краєзнавчих музеїв, у Мачухах заснувала селянський народний університет.
За радянської влади діячі товариства зазнали репресій. У червні 1920 органами ВЧК заарештований інструктор Полтавської «Просвіти» І. Ліщина-Мартиненко.
Припинила діяльність у середині 1920-х рр. Пізніше відновила свою діяльність. У 1990 головою Полтавської обласної «Просвіти» було обрано М. Г. Кульчинського.

## Видання
З 2005 року Полтавське товариство «Просвіта видає бюлетень «Наше слово», який виходить нерегулярно.